# Себастиано Майнарди
Себастиано Майнарди (на италиански: Sebastiano Mainardi; * 1460, Сан Джиминяно, † 1513, Флоренция, Флорентинска република), понякога посочван и с името Бастиано, е италиански художник от епохата на Зрелия ренесанс, зет на художниците Доменико Гирландайо, Давид Гирландайо и Бенедето Гирландайо. Представител е на Флорентинската живописна школа. 

## Биография
Син е на аптекар от Сан Джиминяно. Работи главно във Флоренция и Сан Джиминяно, а неговият стил, както и този на Доменико Гирландайо, също е повлиян от живописта на Андреа дел Верокио.
Присъединява се към художествената работилница на Доменико Гирландайо. Първите му творби са големите поръчки от работилницата на Гирландайо: той със сигурност участва в украсата на Параклис „Сасети“ и Параклис „Торнабуони“, въпреки че ръката му е трудно разпознаваема сред тази на асистентите. През 1485 г. работи върху Тайната вечеря (Националния музей на Сан Марко), където Доменико се ограничава до проектиране на цялото и надзор на строителството, до голяма степен поверявайки картината на Себастиано и брат си Давид. В тези творби се появяват различни автопортрети на Себастиано, често до Доменико, разпознаваем в младия мъж с дълга коса (според Вазари).
Около 1480 г. рисува стенописа Благовещение в Сан Джиминяно, чийто стил е опосредстван от аналогичните теми на Доменико и Давид Гирландайо, на свой ред разработени от Благовещението на Леонардо да Винчи (Уфици). Също така в Сан Джиминяно рисува фрески на поредица от люнети в Болница „Санта Фина“ със светците Бартоло, Гиминиан, Петър Мъченик и Никола. От края на 15 век датира и стенописът Мадоната с Младенеца в параклиса Барджело във Флоренция.
Сред рисунките върху дърво трябва да се спомене поредицата от Мадони с младенеца (Фондация „Джорджо Чини“, Венеция, църква „Св. св. Лаврентий и Мартин“ в Кампи Бизенцио, Градска художествена галерия на Сан Джиминяно и др.).
Друга тема на неговата живопис са портретите, особено тези на жени, в които той постига значителна техническа експертност, така че понякога приписването на него или на неговия знаменит зет Доменико е несигурно.
През 1494 г. Майнарди се жени за Алесандра Гирландайо (* 1475), която след смъртта му през 1513 г. се омъжва за ювелира Антонио Салви.

## Портрети
Според свидетелството на Вазари Себастиано често е изобразяван до Доменико Гирландайо в произведенията на работилницата Гирландайо. Той е дългокос млад мъж, който се появява в Параклис „Сасети“ (Св. Франциск съживява младеж) и в Параклис „Торнабуони“ (Известието на ангела на Захарий, Изгонването на Джоакино и може би също е послужил като модел за голия млад мъж в очакване на кръщението в Кръщението на Христос, приписвано от някои на младия Микеланджело).
- Параклис „Сасети“, Възкресението на детето, отляво Давид Гирландайо, Себастиано Майнарди и Доменико Гирландайо
- Параклис „Торнабуони“, Известието на ангела на Захарий, Доменико Гирландайо (вляво) и Себастиано (вдясно)
- Параклис „Торнабуони“, Кръщение Христово (детайл)
- Параклис „Торнабуони“, Изгонване на Йоаким (детайл), отляво Давид Гирландайо, Томазо Бигорди, Доменико Гирландайо и Себастиано Майнарди